# Kollerö bruk

Kollerö bruk var Västsveriges första stålbruk, beläget mitt emellan Uddevalla och Vänersborg. Det anlades 1725 som ett manufakturverk på en holme i Risån, således på gränsen mellan Västergötland och Bohuslän.
År 1732 hade verket åtta vattendrivna hammare och två brännstålsugnar. Ståltillverkningen på bruket var ovanlig i det avseendet att man använde stenkol som bränsle, i stället för träkol. Rådanefors bruk, anlagt 1732, försåg stålbruket med ämnesjärn. Brännstålstillverkningen fortsatte genom hela 1700-talet och i mitten av 1800-talet fanns så många som fem stålugnar. Brännstålet från Kollerö bruk hade ett gott renommé i utlandet. Ståltillverkningen upphörde 1893.